# Aegomorphus piraiuba
Aegomorphus piraiuba es una especie de escarabajo longicornio del género Aegomorphus, tribu Acanthoderini, subfamilia Lamiinae. Fue descrita científicamente por Martins & Galileo en 2004.

## Descripción
Mide 15,3 milímetros de longitud.

## Distribución
Se distribuye por Argentina.